# Selva de Oza

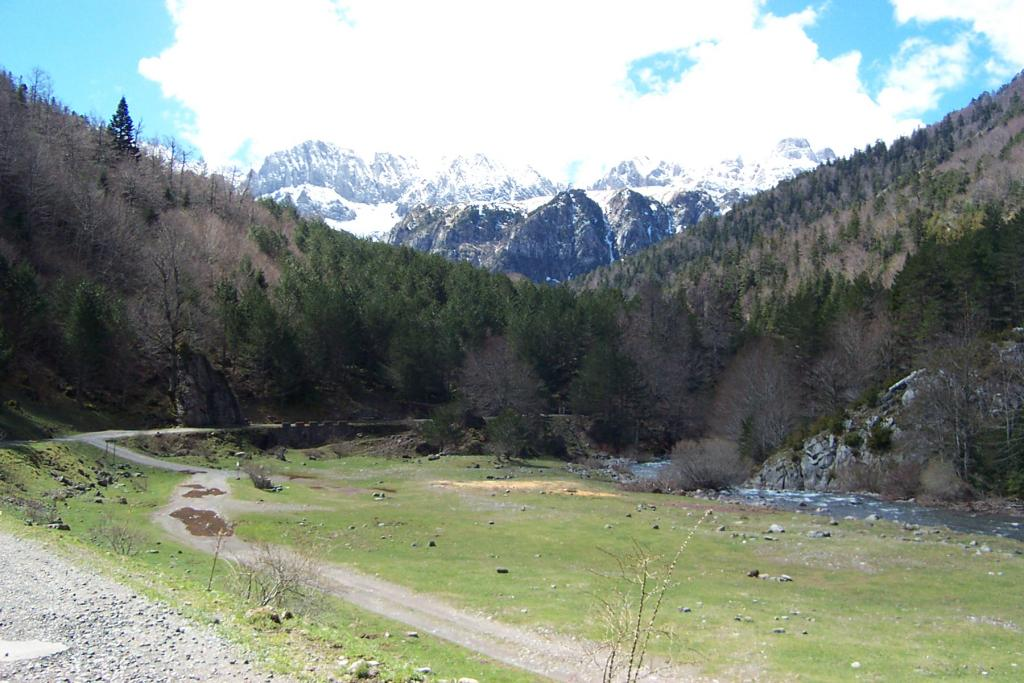
Selva de Oza

Die Selva de Oza ist ein Waldgebiet in den Pyrenäen, in der Provinz Huesca der Autonomen Gemeinschaft Aragonien. Es befindet sich zum größten Teil auf dem Gemeindegebiet von Valle de Hecho und wird von dem Fluss Aragón Subordán durchquert. Umgeben wird der Wald von den zwischen 2300 und 2700 Meter hohen Gebirgsspitzen Peña Forca (2390 m), Punta Agüerri (2450 m), Castillo de Achert (2384 m) und Bisaurín (2668 m).
Auf dem Gebiet befinden sich drei Dolmen und Reste einer Römerstraße, die unter Antoninus Pius gebaut wurde. Diese Straße wird seit dem Mittelalter als Pilgerweg nach Santiago de Compostela genutzt.

## Flora
Es wachsen hier vor allem Tannen, Kiefern und Buchen. Weitere hier heimische Pflanzen sind Eiben, Ahorne und Birken sowie der gewöhnliche Spindelstrauch und verschiedene Pilzarten.

## Fauna
Im Waldgebiet sind Bären, Iltisse, Gämsen, Rehe, Wildschweine, Dachse, Baummarder, Füchse, Baumhörnchen, Otter und andere Tierarten heimisch. Im Fluss leben Forellen.